# Сандал
Сандалите са вид отворени обувки, съставени от подметка, която се закрепя към стъпалото на човек с каишки над извивката на стъпалото, а понякога и около глезена. Сандалите могат да имат и ток.
Докато разграничението на сандалите от другите видове обувки понякога може да е неясно, общото разбиране е, че сандалът оставя по-голямата част от стъпалото открита. Хората носят сандали поради няколко причини, сред които: комфорт при топло време, икономия (сандалите се правят по-лесно и с по-малко материали от закритите обувки) или като моден избор. Най-често сандалите се носят на места с по-топъл климат или през по-топлите сезони, позволявайки на краката да дишат и да останат сухи. Вероятността от развиване на гъбички при тях е по-ниска, отколкото със затворена обувка.

## История
Най-старите сандали (както и най-старата обувка като цяло) са открити в пещерата Форт Рок в щата Орегон, САЩ. Радиовъглеродното датиране на растението, от чиято кора са направени (Artemisia tridentata), ги оценява на поне 10 хиляди години.
Думата „сандал“ има гръцки произход. Древните гърци правят разлика между сандалите от върба, носени от комични актьори и философи, и високите сандали, които се носят предимно от трагични актьори, ловци и хора, ползващи се с авторитет. Подметката на последните понякога се е правела много по-дебела от нормално чрез поставянето на пластове корк, като по този начин носещият ги е обозначавал по-високия си статут.
Древните египтяни носят сандали, направени от палми и папирус. Те понякога могат да се видят на краката на египетските статуи и релефи. Според Херодот, сандалите от папирус са били задължителна част от облеклото на египетските свещеници.
В Древна Гърция сандалите са най-разпространената обувка сред жените, които ги носят и вкъщи. Гръцките сандали са имали множество каишки, които са се затягали към ходилото. Горната им част обикновено е била от кожа на животно. Подметките са се правели от кожата на добитък, която се е наслоявала на няколко пласта.
В Древен Рим жителите са издълбавали различни изображения в сандалите и ботушите си. Стилът на сандалите в Римската империя бил много подобен на гръцките. Съществували много здрави военни модели. По-затворени сандали пък били използвани в хладните и кални райони на империята.
В Леванта сандалите са се правели от необработена кожа и суха трева. Имали са каишки или връзки, направени от прости и евтини материали. По-заможните хора са добавяли златни или сребърни орнаменти.

## Галерия
- Гръцки сандали
- Мексикански сандали
- Виетнамски сандали
- Японски сандали
- Момиче в сандали
- Мъжки сандали
- Кафяви дамски сандали
- Бели дамски сандали
- Черни дамски сандали
- Дамски сандали с разделител между пръстите